# Adrián Beltré
Adrián Beltré Pérez (Santo Domingo, 7 aprile 1979) è un ex giocatore di baseball dominicano di ruolo terza base.

## Carriera

### Los Angeles Dodgers
Beltré firmò come free agent, con un bonus di 23000 $, nel luglio del 1994 con i Los Angeles Dodgers. Debuttò nella MLB il 24 giugno 1998 al Dodger Stadium di Los Angeles, partendo terza base titolare contro gli Anaheim Angels. All'epoca, era il più giovane giocatore della National League (NL). Nel suo primo turno in battuta, Beltré batté un doppio da 2 punti. Batté il suo primo fuoricampo sei giorni dopo contro i Texas Rangers. La sua prima annata si chiuse con una media battuta di .215 e 7 home run.
Beltré si impose come una stella a partire dalla stagione 2004, quando guidò la MLB con 48 fuoricampo. Quell'anno fece registrare diversi primati personali, tra cui una media battuta di .334, 200 valide, 121 punti battuti a casa (RBI) e 104 punti segnati. Per queste prestazioni si classificò al secondo posto nel premio MVP della National League e vinse il suo primo Silver Slugger Award.

### Seattle Mariners

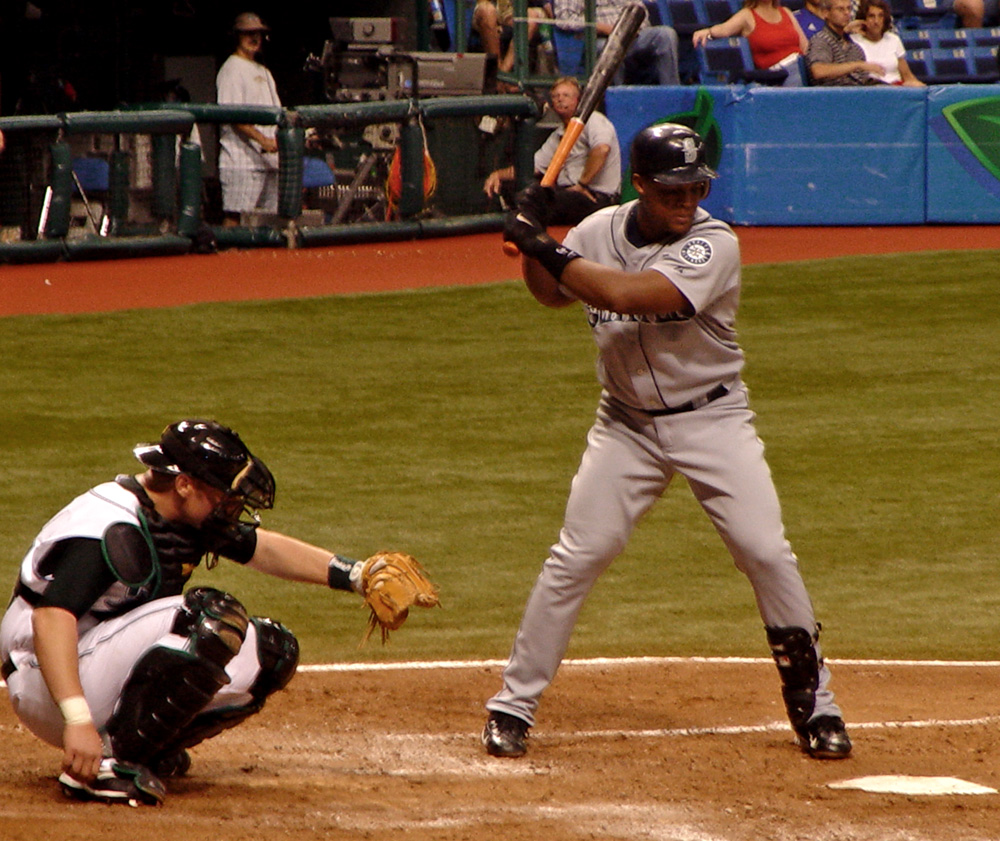
Beltré in battuta coi Seattle Mariners

Prima della stagione 2005, Beltré firmò come free agent un contratto quinquennale con i Seattle Mariners del valore di 64 milioni di dollari. Nella prima stagione con la nuova maglia regredì però a una media di .255, 19 home run e 87 RBI. L'anno successivo, seppur non eccezionale, fu staticamente il suo migliore come Mariner, battendo con .276, 26 home run e 99 RBI, oltre a un record in carriera di 41 doppi. Nel 2007, malgrado l'avere guidato tutti i terza base in errori, Beltré vinse il suo primo Guanto d'oro, diventando il primo terza base Mariners ad aggiudicarsi tale premio.

### Boston Red Sox
Il 7 gennaio 2010, Beltré, tornato free agent, firmò un contratto annuale da 9 milioni di dollari con i Boston Red Sox. Quell'anno guidò la squadra in media battuta (.321) e in RBI alla pari con David Ortiz (102). Guidò inoltre la MLB in doppi, venendo convocato per il suo primo All-Star Game e finendo nono nelle votazioni di MVP dell'American League.

### Texas Rangers

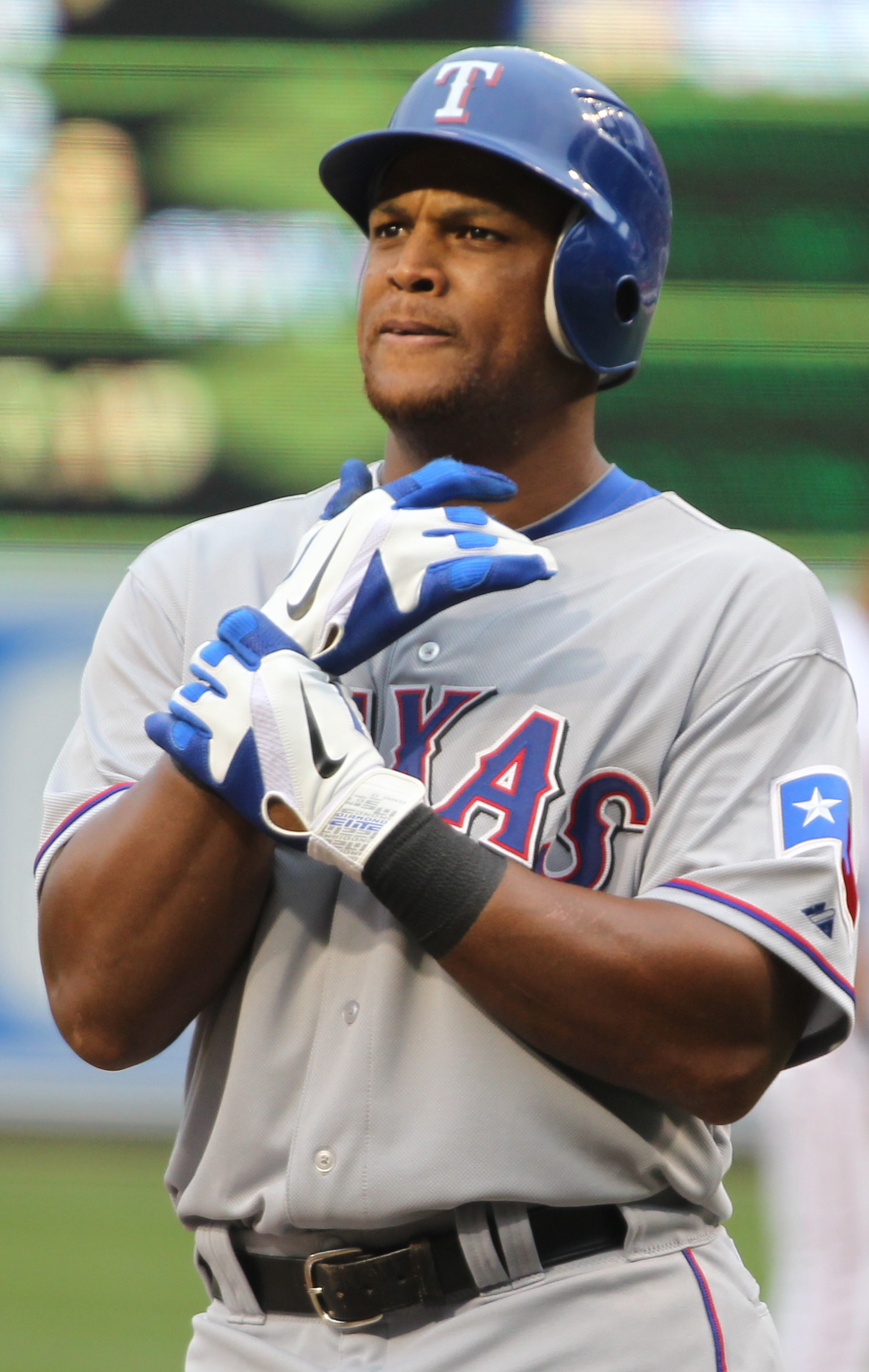
Beltré nel 2011

Il 5 gennaio 2011, Beltré firmò un contratto quinquennale da 80 milioni di dollari con i Texas Rangers. Nella prima stagione batté 32 fuoricampo e fu l'unico giocatore della squadra a venire convocato per l'All-Star Game. I Rangers raggiunsero le World Series dove furono sconfitti in sette gare dai St. Louis Cardinals. Nel 2012 fu convocato come titolare per il terzo All-Star Game consecutivo, vincendo il quarto Guanto d'oro.
Nel 2013, Beltré guidò guidò l'American League con 199 valide, finendo settimo nel premio di MVP della lega. Nel 2015 batté il suo 100º home run coi Rangers, diventando il quinto giocatore della storia della Major League a batterne 100 con tre diversi squadre, dopo Darrell Evans, Reggie Jackson, Alex Rodriguez e Jim Thome. La sua annata si chiuse con una media battuta di .324, la sua migliore dal 2004. Il 15 aprile 2015 contro i Cleveland Indians, Beltré batté il suo 400º fuoricampo in carriera.
Il 30 luglio 2017, Beltré divenne il 31º giocatore della storia, il primo dominicano, a battere 3.000 valide in carriera con un doppio contro i Baltimore Orioles. Fu inoltre il terzo giocatore ad esservi riuscito giocando principalmente come terza base, dopo gli Hall of Famer George Brett e Wade Boggs.
Il 20 novembre 2018, Beltré ha annunciato il ritiro.

## Palmarès
- MLB All-Star: 4

2010–2012, 2014
- Guanti d'oro: 5

2007, 2008, 2011, 2012, 2016
- Guanto di platino: 2

2011, 2012
- Fielding Bible Award: 4

2006, 2008, 2011, 2012
- Silver Slugger Award: 4

2004, 2010, 2011, 2014
- Leader della National League in punti battuti a casa: 1

2004
- Leader dell'American League in valide: 1

2013
- Club delle 3000 valide